# كامل عبود
كامل عبود مواليد 30 سبتمبر 1961، هو ملاكم جزائري محترف. شارك في دورة الألعاب الأولمبية الصيفية 1984.

## روابط خارجية
- كامل عبود على موقع أوليمبيديا (الإنجليزية)